# Erik Anthon Valdemar Siboni
Erik Anthon Valdemar Siboni (Copenhaguen, 28 d'agost de 1828 - 22 de febrer de 1892) fou un compositor musical danès, i era fill d'un famós tenor Giuseppe Siboni.
Estudià el piano a Leipzig amb Moscheles i Hauptmann i es va fer aplaudir com a pianista a Londres, Viena, Praga, Nàpols i Sant Petersburg. Va prendre part en la campanya del Schleswig-Holstein el 1848 i després perfeccionà els estudis a Viena sota la direcció de Sechter (1851-53). Des de llavors es dedicà principalment a la composició i es donà conèixer avantatjosament per una Obertura tràgica i un quartet per a piano i instruments d'arc.
Entre les seves d'altres obres hi figuren l'òpera La fugida de Carles el Temerari; les composicions corals Salm 91, Stabat Mater, La batalla de Morat i L'assalt de Copenhaguen; l'obertura de concert Otello; dues simfonies; quartets per a instruments d'arc; un concert per a piano; sonates per a violí i violoncel; peces per a piano a 2 i 4 mans; preludis per a orgue i lieder.